# Rhodeus hondae
 Rhodeus hondae és una espècie de peix cipriniforme de la família dels ciprínids que es troba a Corea del Sud.